# MediArena
MediArena is een gebouw uit 2010 in Amsterdam-Duivendrecht met kantoren en tv-studio's.
MediArena is ontworpen voor het mediabedrijf Endemol door de architect Cees den Ouden van het bureau OeverZaaijer. In het gebouw bevinden zich het hoofdkantoor van Endemol, de Endemol Studio's en andere bedrijven, zoals Indivirtual, Schweppes International, Snowtime Travel, SUBtracers en Antheon. Studio 1 is met een oppervlakte van 2.500 m² een van de grootste studio's van Europa. Onder het gebouw is een parkeergarage voor 500 auto's.
MediArena is ook de naam van de straat waar het gebouw aan ligt. De straat en het gebouw liggen tussen het gebied ArenAPoort met de Johan Cruijff ArenA, de Ziggo Dome, het Sportpark De Toekomst en de Golfclub Amsterdam Old Course.
De studio's van MediArena worden onder andere gebruikt voor opnames van de televisieserie Goede tijden, slechte tijden en programma's als Miljoenenjacht en Holland's Next Top Model. Deze programma's werden voor 2010 in Aalsmeer opgenomen. Ook de programma's van ESPN (Nederland) worden vanuit hier uitgezonden. Op de parkeerplaats naast het gebouw staat sinds 2021 het Big Brother-huis van waaruit jaarlijks in de maanden januari, februari en maart het gelijknamige tv-programma wordt uitgezonden. Dit huis stond eerder in Almere (1999-2002) en Aalsmeer (2005-2006).
| Studio   | Programma's |
| -------- | --- |
| Studio 1 | Miljoenenjacht, Eén tegen 100, Stabilo spellingstrijd, Wie ben ik?, Goor draait door, Deal or No Deal, Domino Challenge |
| Studio 2 | Goede tijden, slechte tijden                                                                                            |
| Studio 3 | |
| Studio 4 | ESPN Vandaag |
| Studio 5 | ESPN Voetbal op vrijdag, ESPN Eretribune, ESPN Voetbalpraat, ESPN Eredivisie op Zondag                                  |
| Studio 6 | ESPN Goedemorgen Eredivisie                                                                                             |